# (251595) Rudolfböttger
(251595) Rudolfböttger, désignation internationale (251595) Rudolfbottger, est un astéroïde de la ceinture principale.

## Description
(251595) Rudolfbottger est un astéroïde de la ceinture principale. Il fut découvert le 20 avril 2009 à Taunus par Stefan Karge et Rainer Kling. Il présente une orbite caractérisée par un demi-grand axe de 2,23 UA, une excentricité de 0,19 et une inclinaison de 6,3° par rapport à l'écliptique.

## Compléments